# کشنل
کشنل، روستایی در دهستان گاوکان بخش رحمت‌آباد شهرستان ریگان در استان کرمان ایران است.

## جمعیت
بر پایه سرشماری عمومی نفوس و مسکن در سال ۱۳۹۵، جمعیت این روستا برابر با ۱۷۲ نفر (۴۶ خانوار) بوده است.